# 애나 건
애나 건(Anna Gunn, 1968년 8월 11일 ~ )은 미국의 배우이다. AMC 텔레비전 드라마 《브레이킹 배드》(2008-13)가 대표작이며, 이를 통해 프라임타임 에미상 드라마 부문 여우주연상을 2013년과 2014년에 연이어 수상했다.

## 출연 작품

### 영화
- 주니어 (1994)
- 위다웃 에비던스 (1996)
- 에너미 오브 스테이트 (1998)
- 엑소시즘 (2000)
- 12마일 로드 (2003)
- 거친 녀석들: 거침없이 쏴라 (2011)
- 설리: 허드슨강의 기적 (2016)

### 텔레비전
- 광속인간 샘 (1992)
- 사인펠드 (1993)
- 뉴욕경찰 24시 (1994)
- 시카고 메디컬 (1996)
- 더 프랙티스 (1997-2002)
- ER (1999)
- 저징 에이미 (1999)
- 가디언 (2001)
- 예스, 디어 (2002)
- 미스 매치 (2003)
- 식스 핏 언더 (2004)
- 데드우드 (2005-06)
- 보스턴 리걸 (2007)
- 브레이킹 배드 (2008-13)
- 로앤오더: 범죄 전담반 (2010)
- 라이 투 미 (2010)
- 민디 프로젝트 (2014)
- 그레이스포인트 (2014, Gracepoint)
- 크리미널 마인드 (2015)
- 로봇 치킨 (2016) - 애니메이션
- 셰이즈 오브 블루 (2017)